# Rhynchospora gigantea
Rhynchospora gigantea är en halvgräsart som beskrevs av Heinrich Friedrich Link. Rhynchospora gigantea ingår i släktet småag, och familjen halvgräs. Inga underarter finns listade i Catalogue of Life.